# Christian Andree (Fechter)
Christian Andree (* 22. Februar 1990 in Hausen bei Würzburg, Unterfranken) ist ein deutscher Rollstuhlfechter. Seine Trainerin ist Helga Winckelmann und sein Verein der Fecht-Club Tauberbischofsheim. Aufgrund seiner Behinderung durch Spastik der Beine ficht er in der Startklasse A.

## Sportliche Erfolge
Schon 2005 wurde Christian Andree als 15-Jähriger Deutscher Meister im Herrenflorett bei den Aktiven. 2006 konnte er diesen Titel bei den Deutschen Meisterschaften der Rollstuhlfechter in Böblingen verteidigen. In diesem Jahr belegte er zudem den 20. Platz im Florett und den 22. Platz im Degen bei der Weltmeisterschaft 2006 in Turin. Bei der Europameisterschaft 2007 in Warschau kam er auf Platz zwölf im Florett und auf Platz 22 im Degen. Anfang Mai 2008 erreichte Christian Andree in einem Weltcupwettbewerb in Montreal, Kanada, den 2. Platz im Florett.
Christian Andree nahm im Degen und Florett als einziger deutscher Fechter an den Sommer-Paralympics 2008 in Peking teil, blieb dabei jedoch ohne Finalteilnahme.